# Les Chants Magnétiques
Les Chants Magnétiques, conocido internacionalmente como Magnetic Fields y vendido originalmente en América Latina como Campos Magnéticos, es el quinto álbum de estudio del músico francés Jean-Michel Jarre, publicado el 20 de mayo de 1981 por Disques Dreyfus.
El álbum se posicionó en el #1 en las listas musicales de Francia en las primeras semanas después de la publicación y, bajo el título Magnetic Fields, lideró las ventas en Estados Unidos. John Bush en su crítica para AllMusic lo considera "el tercero de los álbumes consecutivos de Jean-Michel Jarre que actualiza el sonido del secuenciador atmosférico de Tangerine Dream a una audiencia de synth pop y mainstream".

## Diferencias en la traducción del título
Su título original, Les Chants magnétiques («Los cantos magnéticos»), hace referencia al fenómeno físico de los campos magnéticos y juega con la similitud fonética entre las palabras chants (cantos) y champs (campos) en francés (las dos se pronuncian [ʃɑ̃]). Al no poderse trasladar el juego de palabras al inglés, el título se internacionalizó simplemente como Magnetic Fields («Campos magnéticos»).
En 1981, con la licencia de la empresa de distribución disquera Polydor Records, EMI Odeon Chilena (filial chilena de la distribuidora británica) emitió copias en casete bajo el título Campos Magnéticos (Primera a la quinta parte), siguiendo el nombre con que se internacionalizó.

## Producción
Este es el primer álbum de Jarre en el cual, entre todo el equipo y sintetizadores analógicos que usa, incluye un sintetizador digital: el Fairlight CMI II. En Oxygène y Équinoxe se habían utilizado sólo instrumentos analógicos.
En su página web oficial el compositor destaca que es uno de los primeros álbumes que utiliza el sample como un elemento de la composición musical. Por ello muestra un estilo más frío, robótico y digital en algunas ocasiones, en contraste con otros pasajes más rítmicos que en sus anteriores trabajos. También reseña la influencia de Andy Warhol en su composición y la idea de rendir tributo a las máquinas que impulsan las composiciones del autor.
En su edición original la cara A solo contiene el tema «Magnetic Fields, Part 1», una suite de casi 18 minutos de duración, que se divide en tres segmentos: uno allegrisimo, casi presto, un segundo con estructura adagio y uno último con un ritmo allegro moderato, revelando así que los sintetizadores y teclados de la nueva generación todavía tenían secretos por descubrir.
La cara B, incluyendo «Magnetic Fields, Part 2», «Magnetic Fields, Part 3», «Magnetic Fields, Part 4» y «Magnetic Fields, Part 5», además de la utilización del sintetizador Fairlight CMI II incluye un buen número de efectos sonoros como una caja de juguetes («Magnetic Fields, Part 3») o sonidos de tren («Magnetic Fields, Part 4») entre otros sonidos y instrumentos usados en el álbum. Contiene una gran variedad de estilos y podían igual crear suites con múltiples texturas para culminar atmósferas interesantes.

## Lista de temas
En su formato original en (LP), así como también posteriormente en casete la distribución es la siguiente:
| Lado A |                            |       |          |  |
| N.º    | Título                     | Autor | Duración |  |
| 1.     | «Magnetic Fields (Part 1)» | Jarre | 17:57    |  |
| 17:57  |                            |       |          |  |

| Lado B |                                             |       |          |  |
| N.º    | Título                                      | Autor | Duración |  |
| 2.     | «Magnetic Fields (Part 2)»                  | Jarre | 3:59     |  |
| 3.     | «Magnetic Fields (Part 3)»                  | Jarre | 4:15     |  |
| 4.     | «Magnetic Fields (Part 4)»                  | Jarre | 6:18     |  |
| 5.     | «Magnetic Fields (Part 5) (The Last Rumba)» | Jarre | 3:30     |  |
| 18:02  |                                             |       |          |  |

En la versión en CD y en plataformas de música Streaming la distribución es la misma pero de corrido.
El 2015, como forma de relanzamiento de las primeros álbumes de Jarre, en las plataformas de música streaming el álbum aparece titulado en francés y en inglés: Les Chants Magnetiques / Magnetic Fields.

## Instrumentos y Equipo
| - MDB Poly Sequencer - RSF Kobol - Oberheim OB-Xa - ARP 2600 - Fairlight CMI | - EMS VCS 3 - Korg KR 55 - ELKA 707 - Eminent 310U - Moog Taurus Pedal Synthesizer | - EMS Vocoder 1000 - Korg VC - 10 - Elctro-Harmonix - Echoflanger |

## En la cultura popular
La primera parte de «Magnetic Fields (Part 1)» se utiliza como señal de intervalo para una emisora de números de onda corta.
«Magnetic Fields (Part 1)» fue utilizado como tema central de diversas series de televisión como Bare Essence (1983), serie estadounidense de la cadena NBC, o Bassie & Adriaan (1978 – 1995), serie neerlandesa del canal Nederland 2 de la cadena TROS. En este caso se utilizó en varias ocasiones. En la edición en DVD de esta serie de estos temas fueron reemplazados. Sin embargo, una porción del tema todavía se puede escuchar en el segundo disco de De Geheim van de Schatkaart.
El tema «Magnetic Fields (Part 4)» fue utilizado en el videojuego Yie Ar Kung-Fu de Commodore como la base de una nueva composición de Martin Galway.
Se han hecho diversas versiones de «Magnetic Fields (Part 1)» y «Magnetic Fields (Part 2)», tanto de Jarre como de otros artistas. (Ver Otras versiones)

## Otras versiones
| Tema                       | Primera aparición                                                                                              | Año  | Periodo en que se interpretó | Observaciones |
| -------------------------- | --- | ---- | ---------------------------- | --- |
| «Magnetic Fields (Part 1)» | Conciertos en Pekín y Shangai, China, octubre de 1981 (en álbum Les Concerts en Chine / The Concerts in China) | 1981 | 1981                         | Versión lenta, bajo el nombre «The Overture» En este álbum, además, existe un tema llamado Magnetic Fields, part 1 pero no corresponde realmente al tema original. |
| «Magnetic Fields (Part 1)» | Concierto "Aero, tribute to de Wind" en Dinamarca el 7 de septiembre de 2002                                   | 2002 | 2002 / 2004                  | Nueva versión, incluye un preludio en Theremín, instrumento que luego acompaña durante todo el tema. En álbum recopilatorio A.E.R.O. (grabada en estudio) |
| «Magnetic Fields (Part 2)» | Videoclip del sencillo                                                                                         | 1981 | —                            | Nueva versión |
| «Magnetic Fields (Part 2)» | Conciertos en Pekín y Shangai, China, octubre de 1981 (en álbum Les Concerts en Chine / The Concerts in China) | 1981 | 1981-1988 / 2009-2011 / 2018 | Versión extendida, con solo de Domique Perrier Se interpreta en conciertos en Londres de 1987 (en álbum en vivo Destination Docklands). Entre 2009 y 2011 se interpreta en conciertos de la gira "In Doors", sin el solo de Domique Perrier, pero se mantiene la música de fondo de forma extendida. En álbum recopilatorio Planet Jarre (grabada en estudio). |
| «Magnetic Fields (Part 2)» | Concierto "Paris La Defense" del 14 de julio de 1990                                                           | 1990 | 1990-2002                    | Nueva versión En álbum recopilatorio Images (grabada en estudio). En concierto "Paris La Defense", la gira "Europe in Concert" de 1993 y el concierto en Hong Kong de 1994 se interpreta de forma extendida con el solo de Dominique Perrier, más una pausa entre la parte original de la canción y dicho solo. Esta versión en vivo, en álbum Jarre Hong Kong. Desde el concierto "Oxygene in Moscow" (1997) y hasta el Concierto "Aero, tribute to de Wind" en Dinamarca el 7 de septiembre de 2002, se elimina el solo de Perrier, pero se mantiene la música de fondo de forma extendida. |
| «Magnetic Fields (Part 2)» | Gira "Oxygène Tour"                                                                                            | 1996 | 1996-1997                    | Versión remix, hecha originalmente por la banda electrónica danesa Timescape (2). En el álbum tributo no oficial Jarre Logic - A Jean Michel Jarre Tribute (1998) Esta versión no se interpreta en el concierto "Oxygene in Moscow". |
| «Magnetic Fields (Part 4)» | Sencillo promocional                                                                                           | 1981 | —                            | Nueva versión |
| «Magnetic Fields (Part 4)» | Conciertos en Pekín y Shangai, China, octubre de 1981 (en álbum Les Concerts en Chine / The Concerts in China) | 1981 | —                            | Versión extendida |
| «Magnetic Fields (Part 5)» | Conciertos en Pekín y Shangai, China, octubre de 1981 (en álbum Les Concerts en Chine / The Concerts in China) | 1981 | —                            | Nueva versión, publicada bajo el nombre «La Dernière Rumba» (en inglés «The Last Rumba»). El sencillo promocional «The Last Rumba», lanzado posterior al álbum Les Chants Magnétiques, corresponde a la grabación de estudio original de «Magnetic Fields (Part 5)» y no a esta nueva versión. |
| «Magnetic Fields (Part 5)» | Álbum recopilatorio no oficial Rarities 3                                                                      | 1997 | —                            | Versión unplugged, hecho con una caja de música. Se trata de una grabación hecha para el "Día de los Santos Inocentes" en una radio francesa, que data de 1994. |

| Tema                       | Artista                        | Álbum                           | Año  | Nombre alternativo                                                                              | Observaciones |
| -------------------------- | ------------------------------ | ------------------------------- | ---- | ----------------------------------------------------------------------------------------------- | --- |
| «Magnetic Fields (Part 1)» | Orquesta Filarmónica de Praga  | The Symphonic Jean Michel Jarre | 2006 | —                                                                                               | Versión sinfónica. Acortado.                                                                                     |
| «Magnetic Fields (Part 1)» | Tony Anderson                  | Jarre Logic                     | 1998 | —                                                                                               | Reversión del original                                                                                           |
| «Magnetic Fields (Part 2)» | Ed Starink                     | Synthesizer Greatest            | 1989 | —                                                                                               | Reversión del original                                                                                           |
| «Magnetic Fields (Part 2)» | Bruno Milodas y Tierry Leconte | Jarremix                        | 1995 | «Magnetic Fields (Part 2)» (Magnetmix)                                                          | Versión electrónica. Álbum producido por Jarre, incorporado en su discografía oficial                            |
| «Magnetic Fields (Part 2)» | Helloween                      | The Time of the Oath            | 1996 | «Magnetic Fields»                                                                               | Versión Power metal, con un agregado que es parecido al inicio de la primera versión extendida de Jarre.         |
| «Magnetic Fields (Part 2)» | Timescape (2)                  | Jarre Logic                     | 1998 | —                                                                                               | Reversión del original, con distinto acorde                                                                      |
| «Magnetic Fields (Part 2)» | Алпина (Alpina)                | Луда (En español: Loco)         | 1995 | «Три Грама Памет Немам» («Tri Grama Pamet Nemam», en español «No tengo tres gramos de memoria») | Versión electro - Folck macedonio. Incluye al comienzo un trozo del tema «Équinoxe (part IV)», también de Jarre. |
| «Magnetic Fields (Part 5)» | Orquesta Filarmónica de Praga  | The Symphonic Jean Michel Jarre | 2006 | «The Last Rumba»                                                                                | Versión sinfónica, con un agregado que reitera la primera parte del tema con un tono más alto.                   |